# Børns
BØRNS, właśc. Garrett Borns (ur. 7 stycznia 1992) – amerykański piosenkarz i autor tekstów piosenek, pochodzący z Grand Haven w stanie Michigan. Artysta rozpoczął swoją karierę wydając minialbum A Dream Between w 2012 roku, natomiast debiutancki album studyjny artysty Dopamine miał premierę 16 października 2015 roku.

## Życie i kariera

### Młodość i początki kariery
Wychowując się w Grand Haven, Michigan, BØRNS zainteresował się w sztuką. W wieku 10 lat, był profesjonalnym magikiem występującym pod pseudonimem "Garrett the Great". Jako trzynastolatek, będąc w siódmej klasie w szkole White Pines Middle School, wygrał Gold Key Award (ang. nagroda Złotego Klucza) w National Scholastic Art Award (ang. Krajowa Nagroda Sztuki Scholastycznej) oraz otrzymał 8000 dolarów stypendium naukowego w college'u Kendall College of Art and Design (części stanowego uniwersytetu Ferris State University) w Grand Rapids.
Rozpoczynając muzyczną karierę BØRNS pod pseudonimem Garrett Borns brał udział w programie TEDx, występując ze swoim ukulele. W 2013 roku BØRNS wyjechał z Nowego Jorku, gdzie wówczas mieszkał, do Los Angeles. Niedługo potem nazwał LA swoim domem. W ciągu kilku tygodni od przeprowadzki, BØRNS napisał singiel "10,000 Emerald Pools". Współtwórcą utworu jest Jack Kennedy.
BØRNS odniósł sukces także w przemyśle modowym. Po występie w programie The Tonight Show With Jimmy Fallon, Gucci zauważył piosenkarza i zaoferował mu współpracę. BØRNS był także liderem w ruchu "gender-bender" (ang. zmiana płci, łamanie ogólnoprzyjętych zasad związanych z płcią) promując lakier do paznokci oraz crop-topy w mediach społecznościowych. Artysta przyznaje także, że jego androgyniczny głos i wygląd doprowadził wiele osób do pomylenia go z kobietą.

### CandyEPiDopamine(od 2014)
10 listopada 2014 roku debiutancki singiel BØRNS, "10,000 Emerald Pools", został wydany przez Interscope Records, wraz z wydaniem debiutanckiej EP, Candy.
BØRNS kilka razy pojawiał się w telewizji oraz talk-show, między innymi Conan i Le Before du Grand Journal we Francji, 5 marca 2015 roku. Piosenkarz zaczął występować na żywo jako support dla MisterWives na ich trasie koncertowej MisterWives' "Our Own House Tour". 24 lipca 2015 roku był gwiazdą wieczoru w klubie Electrowerkz w Londynie. W lipcu i sierpniu towarzyszył Charli XCX i Bleachers na ich trasie "Charli and Jack Do America Tour" oraz wystąpił na festiwalu Lollapalooza w Chicago, 30 lipca 2015 roku. Artysta pojawił się także na festiwalach Life Is Beautiful i Austin City Limits Music Festival w październiku.
Występ BØRNS w klubie jazzowym Iridium Jazz Club w Nowym Jorku został nagrany przez American Public Broadcasting Service (PBS) dla ich serii koncertów emitowanych ogólnokrajowo w lutym 2016 roku. BØRNS wystąpił także na festiwalu Coachella Valley Music and Arts Festival 2016.
17 sierpnia 2015 roku jego debiutancki album studyjny Dopamine i jego okładka zostały ujawnione, podczas gdy data wydania albumu została ogłoszona na 16 października 2015 roku.

## Dyskografia

### Albumy studyjne
| Tytuł        | Dane dotyczące albumu                                                                     | Najwyższe pozycje na listach | Najwyższe pozycje na listach | Najwyższe pozycje na listach | Najwyższe pozycje na listach |
| Tytuł        | Dane dotyczące albumu                                                                     | US                           | USAlt                        | USRock                       | CAN                          |
| ------------ | ----------------------------------------------------------------------------------------- | ---------------------------- | ---------------------------- | ---------------------------- | ---------------------------- |
| Dopamine     | - Data wydania: 16.10.2015 - Wytwórnia: Geffen, Interscope - Format: CD, digital download | 24                           | 2                            | 2                            | 56                           |
| Blue Madonna | - Data wydania: 12. 01. 2018 - Wytwórnia: Interscope Records                              | 49                           | 3                            | 6                            | 80                           |

### Minialbumy
| A Dream Between (jako Garrett Borns)                   | - Data wydania: 25.01.2012 - Wytwórnia: Rezidual                    | —   | — | —  | —  |              |
| Candy                                                  | - Data wydania: 10.11.2014 - Wytwórnia: Geffen, Interscope          | 104 | 2 | 15 | 22 | - US: 30,000 |
| Suddenly                                               | - Data wydania: 28.07.2023 - Wytwórnia: Beautiful Glamorous Records | —   | — | —  | —  |              |
| "—" oznacza, że album nie był notowany na danej liście |                                                                     |     |   |    |    |              |

### Single
| „Electric Love”                                                               | 2015 | 113 | 6  | 20 | 15 | 13 | 24 | 41 | - USA: platynowa płyta - POL: złota płyta | Dopamine |
| „10,000 Emerald Pools”                                                        | 2015 | —   | 7  | —  | 23 | 35 | —  | —  |                                           | Dopamine |
| „Sunday Morning” (gościnnie Petite Meller)                                    | 2015 | —   | —  | —  | —  | —  | —  | —  |                                           |          |
| „American Money”                                                              | 2016 | —   | 14 | —  | 32 | 36 | —  | —  |                                           | Dopamine |
| "—" oznacza, że singel nie był notowany na danej liście lub nie został wydany |      |     |    |    |    |    |    |    |                                           |          |